# دهستان بجوکا
دهستان بجوکا (به لاتین: Bjoka Gewog) یک دهستان در کشور بوتان است که در ناحیهٔ ژهمگانگ واقع شده‌است.